# 무정면
무정면(武貞面)은 전라남도 담양군의 면이다. 면적은 39.306km2이고, 2021년 기준 인구는 약 2천708명이다. 

## 행정 구역
- 덕곡리(德谷里)
  - 덕곡
- 동강리(東江里)
  - 강정자
  - 동고지
- 동산리(東山里)
  - 칠전
  - 옻재
  - 동산
- 봉안리(鳳安里)
  - 봉안촌ㆍ술지
  - 수문동
- 서흥리(瑞興里)
  - 독곡
  - 자동
- 성도리(成道里)
  - 서정ㆍ중리도동
  - 성덕
- 안평리(安平里)
  - 신안동ㆍ평장
- 영천리(靈泉里)
  - 죽산
  - 봉서
- 오례리(五禮里)
  - 등룡
  - 오례
  - 신촌
- 오룡리(五龍里)
  - 외당
  - 내당
- 오봉리(五峰里)
  - 오봉
- 정석리(貞石里)
  - 정석
- 평지리(平地里)
  - 평지

## 교육
- 무정초등학교